# Ramon Mirabet
Ramon Mirabet (Sant Feliu de Llobregat, Baix Llobregat, 1984) és un cantant català.

## Biografia
Ramon Mirabet és net d'artistes de circ i fill de pare trombonista i mare cantant. Va començar a envoltar-se de música des de ben petit; el seu pare li va donar a conèixer bandes com Chicago o The Police i a entendre el jazz. Durant uns anys es dedica a tocar el piano, però finalment ho deixa perquè el fet de tocar-lo en públic l'incomoda i fa que s'equivoqui.
Estudia administració i direcció d'empreses, però al no sentir-se atret per aquest món marxa amb una beca Erasmus a París, i se centra en la música. En un viatge a Barcelona a l'acabar la carrera, es compra la seva primera guitarra i se'n torna a París a tocar al carrer, fet que l'atrau des de ben petit. Decideix anar a Anglaterra per aprendre anglès i després es posa a viatjar per Europa, on aprèn gran quantitat de coses. Després d'una estada al seu poble natal és convençut per a participar en La Nouvelle Star, un programa de la televisió francesa. Durant unes setmanes es converteix en una estrella. Viu en període de canvis, ja que no és conegut a Barcelona, mentre a París gaudeix d'una gran popularitat. Un cop acaba el programa no fitxa per a cap discogràfica i retorna al seu passat de músic de carrer, on aconsegueix prou diners com per pagar-se el seu primer CD Happy Days i començar a fer concerts per Espanya.
El 2010 va quedar en tercer lloc en el concurs de la televisió francesa La Nouvelle Star, i gràcies a això va arribar ràpidament a l'èxit. Es va fer molt popular a França i durant un any va fer anuncis, va protagonitzar diverses portades de revistes i entrevistes. L'any 2013 va veure la llum el seu primer disc, Happy Days, finançat per ell amb els diners que ha guanyat durant molts anys tocant pels carrers. Al febrer de l'any 2016 va sortir el seu segon àlbum d'estudi, titulat "Home Is Where The Heart Is".

## Discografia
- 2013, Happy Days, Warner Music Spain
- 2016, Home Is Where The Heart Is, Warner Music Spain
- 2019, Begin Again, Warner Music Spain

## Premis
- Guanyador dels premis ARC 2015 a "Premi artista revelació"[6]
- Premi Trinitat Catasús 2016[7]